# احمد بیگدلی
احمد بیگدلی (۲۶ فروردین ۱۳۲۴اهواز - ۲۶ شهریور ۱۳۹۳) وی اصالتاً اهل یاسه چاه بوده است.
از دهه شصت کار نویسندگی را به‌طور حرفه‌ای آغاز کرده است. رمان اندکی سایه رمانی از این نویسنده توانست جایزه کتاب سال جمهوری اسلامی ایران را برای وی به ارمغان آورد. احمد بیگدلی نویسنده دوازده کتاب و یک فیلم‌نامه بلند است.

## زندگی‌نامه
احمد بیگدلی فرزند عزیز و گوهر در ۲۶ فروردین ماه ۱۳۲۴ در اهواز به دنیا آمد. ۵ سال بعد به اتفاق پدرش که به استخدام شرکت ملی نفت ایران درآمده بود و به همراه خانواده، به شهر آغاجاری مهاجرت کرد. پس از اخذ دیپلم ریاضی از دبیرستان فرهنگ اهواز، در تابستان همان سال(۱۳۴۵) با یکی از دختران فامیل از اهالی روستای پدری اش یاسه چاه، ازدواج و مهر همان سال برای گذراندن دوره خدمت سربازی (سپاه دانش) به یکی از روستاهای اطراف زرند کرمان اعزام شد. در مهر ماه ۱۳۴۷ به استخدام آموزش و پرورش لاهیجان درآمد و داستان‌نویسی را از همین سال به‌طور جدی آغاز کرد. اولین داستانش را در مجله ادبی فردوسی در همان سال به چاپ رساند. از سال ۱۳۵۱ که به دزفول انتقال یافت، به تئاتر روی آورد و چندین نمایشنامه نوشت که گروه تئاتر دزفول با همراهی غلامحسین ضیاءپور، حمید مهرآرا، عبدالرضا ملهمی و دیگر علاقه مندان جوان شهر دزفول به صورت تله تئاتر در تلویزیون مرکز آبادان ضبط و از شبکه سراسری پخش گردید. سال ۱۳۵۴ به اهواز منتقل شد و کار تئاتر را ادامه داد. نمایشنامه‌های مهری، تا عمق ماسه‌ها از جمله آنهاست. وی با نمایشنامه دالو که سال ۱۳۵۶در سومین جشنواره تئاتر شهرستان‌ها در تهران به روی صحنه رفت به شهرت رسید. اما ذوق و علاقه داستان‌نویسی سبب شد که به کار نوشتن داستان بپردازد و در کنار آن به نوشتن نقد و مقالات در همین زمینه یا سینما بپردازد.
در سال ۱۳۵۶ به دانشکده هنرهای دراماتیک راه یافت و در سال ۱۳۶۰ آن را رها کرد و به یزدانشهر در حاشیه نجف آباد، مهاجرت نمود؛ که تا پایان عمر به اتفاق خانواده اش در آن زندگی می‌کرد. در سال ۱۳۶۴ به اتفاق علی یزدانی، حسن محمودی و سید رضی آیت نشست ادبی جمعه را تشکیل دادند که به مدت ۱۰ سال این نشست ادامه یافت و حاصل آن برای او، مجموعه داستان «من ویران شده‌ام» (۱۳۸۱) می‌باشد که توسط انتشارات نقش خورشید در اصفهان منتشر شد. این دومین مجموعه پس از مجموعه «شبی بیرون از خانه» (۱۳۷۴) است که توسط نشر مینو در اصفهان منتشر شده بود.
احمد بیگدلی در سال ۱۳۷۶ از آموزش و پرورش نجف آباد بازنشسته شد. مدتی در دانشگاه پیام نور این شهر کار کرد و هم‌زمان با تدریس فیلم نامه‌نویسی در انجمن سینمای جوانان نجف آباد (به مدت ۱۲ سال) در مراکز خصوصی اصفهان به تدریس پرداخت. طی سال‌های ۷۶ تا ۸۲–۱۳۸۱مجموعه داستان‌های آنای باغ سیب و آوای نهنگ را پدیدآورد. وی همچنین مدتی عضو شورای نویسندگان فصلنامه زنده رود بود. علاوه بر آنکه احمد بیگدلی برای بیش از ۴۰ فیلم مستند گفتار متن نوشته است که در اولین جشنواره فیلم یادگار گفتار متن فیلم مستند «پاسارگاد» ساخته مهرداد زاهدیان برنده جایزه بهترین متن گردید.
مجموعه داستان آوای نهنگ برنده هفتمین جایزه کتاب فصل شد. حال آنکه در سال ۱۳۸۵ رمان اندکی سایه او برنده بیست و چهارمین دوره کتاب سال جمهوری اسلامی گردیده بود و برایش شهرت فراوانی به همراه آورد و بر فعالیت‌های ادبی او افزود.
احمد بیگدلی در ۲۶ شهریور ۱۳۹۳ در سن ۶۹ سالگی بر اثر سکته قلبی درگذشت.

## کتابشناسی
- شبی بیرون از خانه، نشر نقش خورشید، ۱۳۷۴.
- من ویران شده‌ام، نشر نقش خورشید، ۱۳۸۱.
- اندکی سایه، نشر چشمه، ۱۳۸۵.
- آنای باغ سیب، نشر آگه، ۱۳۸۶.
- آوای نهنگ، نشر چشمه، ۱۳۸۷.
- زمانی برای پنهان شدن (۱۳۸۷).
- بی تردید سه شنبه بود (۱۳۹۰).
- مگر چراغی بسوزد، نشر روزنه، ۱۳۹۱.
- نخستین شب راوی، ۱۳۹۲.
- مجموعه داستان ارواح ماه مهر، نشر افراز، ۱۳۹۳.
- ذبیح، نشر چشمه، ۱۳۹۵.
- مجموعه نمایشنامه‌های کوتاه (۱۳۹۳)
- فیلم نامه بلند «با چشمان کاملاً باز» (آماده چاپ)

انتشار زندگی‌نامه به صورت سریال در وبلاگ سایه‌های وحشی باد از بهار سال ۹۲

## نقدها و مقاله‌ها ـ داوری‌ها
- کتاب سال شهید حبیب غنی پور (دوبار) در بخش رمان
- داستان‌های قصص قرآن گیلان (داستان کوتاه)
- داستان‌های بومی خوزستان (داستان کوتاه)
- داستان‌های کوتاه بندر عباس با جمشید خانیان
- داستان‌های هفت اقلیم ـ رمان (دوبار)
- داستان‌های کوتاه کنام (مشهد)
- داستان‌های کوتاه دانشگاه آزادی اسلامی ـ اصفهان

## جوایز
- اندکی سایه برنده جایزه کتاب سال جمهوری اسلامی ایران